# Eois yvata
Eois yvata är en fjärilsart som beskrevs av Paul Dognin 1893. Eois yvata ingår i släktet Eois och familjen mätare. Inga underarter finns listade i Catalogue of Life.